# Grand Prix Kranj 2008
Il Grand Prix Kranj 2008, quarantunesima edizione della corsa, valida come evento dell'UCI Europe Tour 2008 categoria 1.1, si svolse il 31 maggio 2008 su un percorso di 161,6 km. Fu vinto dallo sloveno Grega Bole, che giunse al traguardo con il tempo di 3h45'56" alla media di 42,915 km/h.
Al traguardo 105 ciclisti portarono a termine il percorso.

## Ordine d'arrivo (Top 10)
| Pos. | Corridore             | Squadra        | Tempo    |
| ---- | --------------------- | -------------- | -------- |
| 1    | Grega Bole            | Adria Mobil    | 3h45'56" |
| 2    | Jure Kocjan           | Perutnina Ptuj | s.t.     |
| 3    | Aldo Ino Ilešič       | Sav            | s.t.     |
| 4    | Robert Sydlik         | Vlassenroot    | s.t.     |
| 5    | Matej Gnezda          | Radenska KD    | s.t.     |
| 6    | Matic Strgar          | Radenska KD    | s.t.     |
| 7    | Rino Zampilli         | Katay          | s.t.     |
| 8    | Enrico Rossi          | NGC Medical    | s.t.     |
| 9    | Eddy Serri            | Miche          | a 5"     |
| 10   | Krzysztof Szczawiński | Miche          | s.t.     |